# Wilhelm Weirich
Wilhelm Weirich (* 20. Mai 1879 in Schalke bei Gelsenkirchen; † 18. Juni 1954 in Ummeln bei Bielefeld) war ein deutscher evangelischer Theologe und als Generalsuperintendent leitender Geistlicher der Kirchenprovinz Westfalen in der Evangelischen Kirche der altpreußischen Union.

## Leben
Geboren als Sohn des Hauptlehrers Gustav Weirich und Emma Hoffmann besuchte Wilhelm Weirich das Realgymnasium in Schalke und das Gymnasium in Lichterfelde bei Berlin. Nach bestandenem Abitur zu Ostern 1898 nahm er das Theologiestudium an den Universitäten Berlin und Bonn auf.
Nach den beiden theologischen Examina, die er in Münster ablegte, wurde Weirich Synodalvikar in Dortmund und am 6. März 1904 in Brechten bei Dortmund zum Geistlichen Amt ordiniert. Hier wurde er auch der zweite Pfarrer mit Sitz in Brambauer bei Lünen und übernahm im Jahre 1907 die Pfarrstelle in der neu gegründeten Brambauer.
Im Jahre 1911 wechselte Weirich auf die Pfarrstelle in Wupperfeld bei Barmen, wo er 1925 zugleich Superintendent des Kirchenkreises Barmen wurde.
Im Jahre 1931 schließlich erhielt Wilhelm Weirich die Ernennung zum Generalsuperintendenten der Kirchenprovinz Westfalen und war deren leitender Geistlicher. Am 1. Juli 1934 wurde er vom damaligen den NS-freundlichen Deutschen Christen zugehörigen Reichsbischof Ludwig Müller wegen seiner Gegnerschaft zum NS-Staat in den einstweiligen Ruhestand versetzt. Die Rechtsgültigkeit dieses Schrittes wurde allerdings bestritten, dennoch verlor Weirich sein Amt und ging dann offiziell mit Erreichung der Altersgrenze am 1. September 1944 in den Ruhestand.
Weirich wirkte von 1945 bis 1951 noch als Archidiakon der Westfälischen Kirche in Ummeln, wo er dann im Alter von 78 Jahren verstarb.
Wilhelm Weirich war seit 1905 mit der Koblenzer Lehrerstochter Lina Fröhlich verheiratet. Aus der Ehe gingen vier Kinder hervor, darunter der spätere Geschichtsprofessor Hans Weirich und die Pfarrer Gerhard und Wilhelm Weirich.

## Ehrung
Am 25. Dezember 1932 verlieh die Evangelisch-Theologische Fakultät der Westfälischen Wilhelms-Universität in Münster Wilhelm Weirich die Ehrendoktorwürde.

## Werke
- Das Gebetsleben des Christen im Lichte des Vaterunsers, Barmen, 1937
- Das Friedensangebot, Barmen, 1937
- Ein Haus voll Sonne, Barmen, 1938
- Trutz Tod, Barmen, 1938
- Wie soll ich´s tragen?, Barmen, o. J.